# رودریگو هررا
رودریگو هررا (انگلیسی: Rodrigo Herrera؛ زادهٔ ۲ اوت ۲۰۰۰) بازیکن فوتبال است.